# Berndt Eckerberg
Berndt Gösta Eckerberg, född 7 juli 1932 i Bromma, död 10 september 2013, var en svensk barnläkare. Han läste medicin i Uppsala och fortsatte sin utbildning till barnläkare på Akademiska sjukhuset. Efter några år på barnkliniken i Falun startade han barnspecialistmottagning i Borlänge. Han blev senare barnhälsovårdsöverläkare i Dalarna. Efter pensioneringen arbetade han som skolläkare i Leksands kommun fram till 80 års ålder.
I Borlänge startade Berndt Eckerberg år 1970 Sveriges första ungdomsmottagning, tillsammans med bland andra hustrun Britta, barnpsykolog, och Gustav Högberg, barnläkare.
Eckerberg utvecklade tillsammans med sin hustru en behandlingsmodell för småbarn med sömnproblem som blivit känd som fem-minutersmetoden. Han hjälpte också ungdomar som fått förskjuten dygnsrytm genom behandling med melatonin och genom att se till att klassrum i skolan fick en mer dagsljusliknande belysning. Båda dessa insatser beskrev Eckerberg i vetenskapliga artiklar.
För att stärka barnens och barnfamiljernas situation i samhället förespråkade han att barn ska ha rösträtt, som förvaltas av deras föräldrar fram till dess att barnet blir myndigt.